# Nyundo
Nyundo est une communauté du district de Rubavu de la province de l'Ouest du Rwanda, sur la rivière Sebeya à l'est de Gisenyi. C'est le siège de l'une des premières missions catholiques à avoir été établies au Rwanda, et c'est aujourd'hui le siège du diocèse catholique romain de Nyundo.

## Situation
Nyundo fait partie de la commune de Kanama, située à côté de la commune de Rubavu (nom actuel de la ville de Gisenyi). Un séminaire, des écoles et la résidence de l'évêque sont établis dans la localité.
Nyundo est localisée à environ 12 km à l'est de Gisenyi, sur la rive nord-est du lac Kivu.

## Les premières années
Les forces allemandes ont occupé le Rwanda en 1897. En 1899, le missionnaire des Pères Blancs Jean-Joseph Hirth s'est rendu dans ce pays où il a essayé de développer une relation avec le roi Yuhi Musinga. Hirth a obtenu la permission de fonder les premières missions catholiques au Rwanda à Save, Zaza et Nyundo entre 1900 et 1901. L'Église a estimé que si le roi et la classe dirigeante tutsie du Rwanda étaient convertis, le reste de la population accepterait automatiquement la foi catholique, ils ont donc concentré leurs efforts sur les Tutsis.
La mission de Nyundo a été fondée le 4 avril 1901. L'autorité coloniale allemande a établi une base importante à Kisenyi, en alliance avec l'élite tutsie, et les missionnaires de Nyundo se sont retrouvés obligés de prendre le parti des Tutsis. Lorsque les chrétiens hutus ont pris des mesures contre les exactions des Tutsis, les prêtres ont été blâmés pour avoir causé cette insubordination. Les dirigeants tutsis locaux en voulaient aussi aux missionnaires, avec leur puissance et leurs demandes croissantes.
La mission a été gravement endommagée pendant la Première Guerre mondiale, car elle était proche de l'importante ligne défensive entre les territoires allemand et belge. Les forces allemandes vivaient de la terre et, lorsqu'elles se sont retirées en 1916, elles ont détruit en premier lieu des bananeraies qui pouvaient ravitailler leurs adversaires. La population locale, qui s'était cachée, n'a pas pu semer ses récoltes. Lorsque les prêtres sont revenus, ils ont pu nourrir environ deux cents personnes à la mission, mais beaucoup d'autres étaient affamées. La malnutrition a été suivie par des épidémies de variole, de méningite cérébrospinale et de dysenterie. Malgré les vaccinations à grande échelle effectuées par les pères, plus de deux mille personnes sont mortes rien que pendant le mois de juillet 1918.

## Histoire postérieure
Le vicariat de Nyundo est érigé le 14 février 1952, puis élevé au rang de diocèse cinq ans plus tard. Le diocèse couvre la majeure partie de la partie nord de la province de l'Ouest, y compris les districts de Ngororero, Rutsiro, Rubavu, Karongi et certaines parties de Nyabihu et Nyamasheke. Son premier évêque est Aloys Bigirumwami. Il est le premier évêque africain à être nommé dans les colonies belges (Rwanda, Burundi et Congo) et le sixième Africain à devenir évêque catholique.
Il y a eu une flambée de violence contre les Tutsis à Nyundo pendant le génocide des Tutsi. Le matin du décès du président Juvénal Habyarimana, le 7 avril 1994, un certain nombre de familles tutsies sont venues à Nyundo pour se mettre en sécurité. Une foule nombreuse, hostile et armée est arrivée et le massacre a commencé, y compris des femmes et des enfants qui s'étaient réfugiés dans la chapelle.
L'évêque, Wenceslas Kalibushi, a été pris et emmené à Gisenyi mais a ensuite été libéré à la demande du Vatican. Un mémorial du génocide a été établi entre une école et le séminaire. Le mémorial comporte notamment les tombes de quelque 800 personnes. Des inondations, en 2012, ont endommagé les tombes et un nouvel emplacement a dû être trouvé pour le mémorial.

## Orphelinat
Un orphelinat a été créé en 1954 à Muramba, dans la région de Kingogo, pour recevoir des enfants dont les mères étaient décédées en couches. Jusque-là, ils étaient traditionnellement enterrés vivants avec le corps de leur mère. Les premiers enfants sont arrivés à la Noël 1954 d'où son nom, "Orphelinat Noël".
La construction d'un nouveau bâtiment à Nyundo a été financée en 1964. Il a admis ses premiers enfants, transférés de Muramba, en 1966.
Pendant les troubles de 1994, les enfants durent se réfugier pendant quelques mois à Goma, en République démocratique du Congo et les bâtiments de l'orphelinat a été gravement endommagé.

### Citations
1. 1 2  Melvern 2006, p. 170.
2. ↑  Sundkler et Steed 2000, p. 597.
3. ↑  Adekunle 2007.
4. ↑  Adekunle 2007, p. 33.
5. ↑  Linden et Linden 1977, p. 75.
6. ↑  Linden et Linden 1977, p. 218.
7. ↑  Linden et Linden 1977, p. 127.
8. ↑  Linden et Linden 1977, p. 128.
9. ↑  Présentation: Diocese of Nyundo.
10. ↑  Shimamungu 2009.
11. ↑  Meierhenrich 2010.
12. ↑  Way Forward....
13. ↑  Historique : L'Orphelinat Noël.
14. ↑  Michel 2011.

### Sources
- (en) Julius Adekunle, Culture and Customs of Rwanda, Westport, Conn., Greenwood Publishing Group, 2007, 164 p. (ISBN 978-0-313-33177-0, lire en ligne)
- « Historique », L'Orphelinat Noël (consulté le 2 avril 2013)
- Ian Linden et Jane Linden, Church and revolution in Rwanda, Manchester University Press, 1977, 304 p. (ISBN 978-0-7190-0671-5, lire en ligne)
- Jens Meierhenrich, « Nyundo », Through a glass darkly, 2010 (consulté le 2 avril 2013)
- Linda Melvern, Conspiracy to murder : the Rwandan genocide, Verso, 2006, 380 p. (ISBN 978-1-84467-542-5, lire en ligne ), 170
- Michel, « Des sanitaires rénovés à l’orphelinat Noël de Nyundo », Les Enfants Avant Tout, 5 mai 2011 (consulté le 2 avril 2013)
- « Présentation », Diocese of Nyundo (consulté le 2 avril 2013)
- Pierre C. Rutayisire, « Nyundo orphanage stuck with grown-up dependants », New Times,‎ 19 septembre 2012 (lire en ligne, consulté le 2 avril 2013)
- Eugène Shimamungu, « Biographie de Mgr Aloys Bigirumwami » [archive du 11 mai 2013], Editions Sources du Nil, 27 mai 2009 (consulté le 25 mars 2013)
- Bengt G. M. Sundkler et Christopher Steed, A History of the Church in Africa, Cambridge University Press, 2000, 1232 p. (ISBN 978-0-521-58342-8, lire en ligne), p. 597
- « WAY FORWARD ON NYUNDO MEMORIAL SITE RELOCATION »(Archive.org • Wikiwix • Archive.is • Google • Que faire ?), National Commission for the Fight against Genocide, 19 mars 2013 (consulté le 2 avril 2013)